# Zdzisław Marchwicki
Zdzisław Marchwicki (18 octobre 1927 – 26 avril 1977) était un tueur en série polonais,.

## Mode opératoire
Le comportement de l'agresseur était toujours le même : il suivait la victime sélectionnée, courait vers elle par derrière, puis la frappait à la tête avec un objet lourd et contondant. Lorsque la victime tombait, il la battait à plusieurs reprises, provoquant sa mort, puis, dans certains cas, se livrait sur elles à des actes sexuels. Le viol n’a jamais eu lieu et le sperme de l’agresseur n’a jamais été retrouvé. Il a exposé certaines des victimes et a coupé une partie du ventre de l'une d'entre elles. Dans vingt cas, l'agresseur a frappé du côté gauche. Lors de la dernière attaque, l’agresseur a frappé du côté droit. De plus, dans les deux derniers cas, il a changé l'arme du crime et les blessures sur les corps des victimes avaient des formes différentes.

## Enquête et procès
Le tribunal a reconnu Marchwick comme un vampire de Zagłębie qui a opéré dans la région de novembre 1964 à mars 1970. Une enquête fastidieuse et difficile a eu lieu tout au long de cette période. L'une des victimes étant la nièce d'Edward Gierek, les enquêteurs devaient à tout prix retrouver l'agresseur. Les victimes étaient âgées de 16 à 57 ans. En une journée (15 juin 1966), il commet deux agressions contre des femmes, dont l'une se termine par la mort de la victime. L'activité du vampire a commencé le 7 novembre 1964, lorsque la première victime, Anna Mycek, a été assassinée à Dąbrówka Mała. Depuis lors et jusqu’en 1970, vingt-et-une attaques ont été attribuées à un seul auteur, dont quatorze ont entraîné la mort. 
À l'issue de son procès, Marchwick est condamné à mort pour le meurtre de quatorze femmes et la tentative de meurtre de sept autres.